# شادي حبش
شادي حبش (21 أغسطس 1995 [بحاجة لمصدر] -1 مايو 2020)، هو مخرج ومصور مصري، اشتهر لإخراجه أغنية مصوّرة لرامي عصام عنوانها «بلحة» صدرت فبراير 2018 تعارض سياسات الرئيس المصري عبد الفتاح السيسي، ليُعتقل بسبب ذلك ويموت أثناء الحبس الاحتياطي. كما تعاون مع المغنية الجزائرية سعاد ماسي.

## اعتقاله
اعتُقل في مارس 2018 على خلفية مشاركته في تلك الأغنية، وظل قيد الحبس الاحتياطي لأكثر من عامين دون محاكمة، حتى وافته المنية في 1 مايو 2020 عن عمر ناهز 24 عاما. ويقول محاميه أنه تعرض لأزمة صحية قبل وفاته بعدة أيام نُقل على إثرها للمستشفى، إلا أنه عاد لزنزانته في اليوم السابق لوفاته ثم مات بها  ودُفن عصر ذات اليوم.
أرسل رسالة من محبسه في أكتوبر 2019 جاء فيها أن «السجن لا يقتل، لكن الوحدة تقتل» وأيضا «أحتاج أن تذكروهم أني مازلت محبوسا وأنهم نسوني وأنني أموت ببطء كل يوم لأنني وحيد أمام كل هذا، وأنني أعلم أن لي أصدقاء كثيرين يحبونني ولكنهم يخافون أن يكتبوا بشأني أو يعتقدون أنني سأخرج دون دعمهم. أحتاج إليكم وأحتاج دعمكم أكثر من أي وقت مضى.»

## سبب الوفاة
أشار بيان صادر عن النيابة العامة المصرية في 5 مايو أن شادي عانى من تسمم كحول ناتج عن مزجه كحولا كان معه للتطهير وقاية من كوفيد-19، مع مشروب غازيّ بغرض محاكاة تأثير الخمر، وذلك ظهيرة اليوم السابق لوفاته في رواية، أو تناوله إياه خطأً في رواية أخرى. ويشير البيان المبنيّ على شهادة زملائه في الحبس ومن عالجوه من أطباء، إلى أن الأطباء الذين عُرض عليهم ثلاث مرات حاولوا علاجه بمطهر معوي ومضادات تقلصات وقيء، إلا أن أعراضه تطورت من ألم معوي وقيء، إلى ضعف للوعي ولنبضات القلب وللبصر، حتى تُوفيّ مساءً. وذكر البيان على لسان رفاقه أن أعراضه بدأت اليوم السابق لوفاته بضحك هستيري عند الظهيرة، تطورت لصداع وقيء شديدين وألم في العينين مساء ذات اليوم، ثم نُقل فجر يوم وفاته لعيادة السجن حيث مكث 20 دقيقة أُعطي فيها مضادا للقيء، ليسقط فورعودته لمحبسه وتبيض عيناه ويصاب بالهذيان ويستمر في التقيؤ، فيؤخذ مجددا للعيادة في العاشرة صباحا وينتظر وصول الطبيب ساعتين قبل أن يؤثر أن يكمل الانتظار في الزنزانة، ليُنقل مجددا للعيادة بعد وصول الطبيب في الثانية ظهرا حيث أُعطي محلولا، استيقظ عقبها عند المغرب جاحظ العينين متألما بشدة ويهذي، نُقل إثرها للمرة الثالثة للعيادة حيث تُوفّي.
وأشار بيان مكمّل صدر كذلك عن النيابة العامة المصرية في 10 مايو، أن تقرير الطبيب الشرعي أثبت وفاته بالتسمم بكحول ميثيلي وما نتج عن أيْضه، ما أدى إلى ارتفاع حموضة دمه، وثبيط جهازه العصبي المركزي وفشل تنفسه فشلا حادّا. وعُثر في العينات التي أُخذت من جثمانه على الكحول الميثيلي. وأنه بسؤال شاهدين إضافيين، أكدا نفس رواية الأحداث السابقة التي تفيد أن شادي مزج كحولا مع مشروب غازي ليكون لها تأثيرا مُسكِرًا.

## روابط خارجية
- تقرير مدى مصر عن حياة شادي في الحبس